# Sharel Cassity
Sharel Cassity (Iowa City, 10 februari 1978) is een Amerikaanse jazzmuzikante (altsaxofoon, fluit).

## Biografie
Cassity, met inheemse wortels, ontving op 8-jarige leeftijd haar eerste saxofoon. Ze ging naar de middelbare school in Yukon (Oklahoma). Ze studeerde eerst in het jazzprogramma aan de University of Central Oklahoma, voordat ze in 2000 naar New York verhuisde. Daar behaalde ze haar bachelordiploma aan de New School of Jazz and Contemporary Music bij Vincent Herring en Steve Wilson. Daarna vervolgde ze haar studie aan de Juilliard School vanaf 2005. In 2008 bracht ze haar debuutalbum Just for You uit, gevolgd door Relentless (2009) en Manhattan Romance (2014). Ze heeft ook in verschillende bigbands gewerkt, waaronder het DIVA Jazz Orchestra, de Jimmy Heath Big Band, de Roy Hargrove Big Band, het Dizzy Gillespie All-Star Sextet en zijn All Star Big Band, evenals het Jason Hainsworth Jazz Orchestra en het Joe Chambers Moving Pictures Orchestra. (Live in Dizzy's Club Coca-Cola, 2011). Ze speelde ook in kleinere ensembles van Matt Garrison (Familiar Places, 2009), Harry Whitaker, Ingrid Jensen, Mark Whitfield en Michael Dease. In 2013 trad ze op met de Dizzy Gillespie Alumni All-Stars rond Lewis Nash, Terell Stafford en Roy Hargrove. Volgens Tom Lord was ze tussen 2007 en 2016 betrokken bij 16 opnamesessies. Cassity doceert saxofoon en piano aan het Elgin Community College in Elgin (Illinois). In 2016–2017 was ze professor aan de Qatar Music Academy in Doha, Qatar.

## Discografie
- 2017: Sharel Cassity & Elektra : Evolve, met Ingrid Jensen, Marcus Printup, Freddie Hendrix[7], Miki Hayama[8], Richard Johnson[9], Riza Printup[10], Linda Oh, Jonathan Barber, Lucianna Padmore[11], Christie Dashiell[12]

- Library of Congress Control Number: no2010001178
- MusicBrainz: aee6370c-50bd-4628-bd6f-cfaba4821eb1
- Virtual International Authority File: 4152138493310980061